# Colònia de Virgínia
La Colònia de Virgínia (Colony of Virginia, Virginia Colony o Dominion and Colony of Virginia en anglès) fou la colònia anglesa de l'Amèrica britànica que existí breument durant el segle xvi, i de manera continuada des de 1607 fins a la Guerra d'independència dels Estats Units el 1776—des de 1707 com a colònia britànica. El nombre de Virgínia fou utilitzat per primera vegada per Sir Walter Raleigh i la reina Isabel I d'Anglaterra el 1584.
El 1606 Jaume I d'Anglaterra va concedir cartes tant a la Companyia de Plymouth com a la Virginia Company of London amb el propòsit d'establir assentaments permanents a Amèrica del Nord. El 1607, la London Company va establir una colònia permanent a Jamestown a la badia de Chesapeake, i Virgineola (Bermuda) es va poblar pel naufragi del Sea Venture el 1609. Els colons es van enfrontar a una adversitat extrema, i el 1617 només hi havia 351 supervivents dels 1700 colons que havien estat transportats a Jamestown, mentre que la Colònia de Popham de la Companyia Plymouth no va reeixir. Quan els virginians van descobrir la rendibilitat del cultiu de tabac, la població de l'assentament va passar de 400 colons el 1617 a 1240 el 1622. La London Company va quedar en fallida en part a causa de les freqüents guerres amb els nadius americans propers, fent que la corona anglesa prengués el control directe de la Colònia de Virgínia, com es va conèixer Jamestown i els seus voltants. Després de la Guerra Civil Anglesa de mitjan segle xvii, la colònia de Virgínia rebé el malnom d'"El Vell Domini" per part del rei Carles II d'Anglaterra per la seva lleialtat a la monarquia anglesa durant l'era del Commonwealth d'Anglaterra.
Després de la seva independència de la Gran Bretanya el 1783, segons el Tractat de París, una porció del sud de la colònia original de Virgínia es convertí en el Commonwealth de Virgínia, un dels tretze estats fundadors dels Estats Units, adoptant com a eslògan El Vell Domini. Posteriorment, es formaren, a partir del territori original de la Colònia de Virgínia, o dels territoris que aquesta reivindicava, els estats de Virgínia de l'Oest, Kentucky, Indiana i Illinois i algunes porcions d'Ohio.